# هاکورثی
هاکورثی (به انگلیسی: Hockworthy) یک روستا و محله مدنی در بریتانیا است که در Mid Devon واقع شده‌است. هاکورثی ۱۷۴ نفر جمعیت دارد.